# Закарпатське крайове культурно-освітнє товариство «Просвіта»
Найстаріша українська громадська організація Закарпаття під назвою «Товариство „Просвіта“ Підкарпатської Русі» заснована 9 травня 1920 р. в м. Ужгород відомими вченими, педагогами, громадсько-культурними і політичними діячами Авґустином Волошиним, Юлієм і Михайлом Бращайками, Авґустином Штефаном, Миколою Творидлом, Іваном Панькевичем, Василем Гаджегою, Віктором Желтваєм, Миколою Долинаєм, Степаном Клочураком, Павлом Яцком та іншими.
Незмінним головою «Просвіти» з часу створення і до її ліквідації в 1939 р. угорською владою був адвокат Юлій Бращайко.
Головною метою діяльності товариства було культурне й економічне піднесення закарпатських русинів-українців, насамперед виховання їх в моральному і патріотичному дусі.
За час діяльності у 20-ті — 30-ті роки XX століття «Просвіта» домоглася значних успіхів в культурному розвитку, поширенні освіти і знань, науковому вивченні історії і культури Закарпаття, вихованні національної самосвідомості і національної гідності. Серед її основних здобутків: спорудження і відкриття у 1928 р. національно-культурного центру — Народного Дому товариства «Просвіта» в Ужгороді та народних домів в інших місцевостях краю, заснування першого на Закарпатті професійного українського театру — Руського театру товариства «Просвіта», видання 12 томів (у 14 випусках) Наукового збірника товариства «Просвіта» в Ужгороді, 150 книжок і брошур наукового, художнього, публіцистичного, господарського характеру, серед них щорічних популярних в народі, в тому числі серед селян, календарів-альманахів «Просвіти», заснування поважної бібліотеки в Народному Домі в Ужгороді та 248 читалень по всьому краю, краєзнавчого музею, Руського Національного хору та 94 хорів і 135 театральних гуртків у селах Закарпаття, духових оркестрів, спортивних клубів, курсів з подолання неписьменності, господарських об'єднань, кредитних спілок, споживчих товариств та ін.
Велика заслуга товариства «Просвіта» у тому, що воно підготувало благодатний ґрунт для проголошення незалежної Карпатоукраїнської держави — Карпатської України (1939).
Відродження товариства під назвою «Закарпатське крайове культурно-освітнє товариство „Просвіта“» відбулося 23 грудня 1990 р. з великим суспільним піднесенням. Головою товариства з часу відродження до кінця 2016 року був відомий етнолог, етнограф, історик, краєзнавець, музеєзнавець, пам'яткознавець, громадсько-політичний і культурний діяч, доктор історичних наук Павло М. Федака. З 2017 товариство очолює його син, кандидат історичних наук, журналіст Павло П. Федака (П. М. Федака є почесним головою товариства).
Серед здобутків відродженої «Просвіти» — повернення у власність товариства Народного Дому в Ужгороді і створення на його базі національно-культурного центру Закарпаття, видання наукового збірника, щорічних календарів-альманахів «Просвіти» (досі їх видано 25), наукових і науково-популярних книг з історії і культури Закарпаття (82 назви), газети «Просвіта», заснування просвітянської бібліотеки (8 тисяч книг), чотириголосого змішаного хору a-capella, проведення у Народному Домі та різних районах області численних (понад 300) вечорів пам'яті визначних вчених, письменників, художників, театральних, культурних, громадсько-політичних і державних діячів, пошук і включення у контекст історії забутих або викинутих з контексту історії комуністичним режимом імен закарпатців (понад 200 імен), заснування Книги пам'яті, Почесного членства товариства «Просвіта», просвітянської премії ім. Президента Карпатської України, Героя України о. Августина Волошина, створення в у містах і селах краю осередків «Просвіти», встановлення в ряді міст і сіл області меморіальних таблиць визначним постатям української історії Закарпаття, ініціатива і участь у створенні меморіального музею Президента Карпатської України, Героя України о. Августина Волошина в Ужгороді, організація в Народному Домі численних художніх і книжкових виставок, презентацій книг, міжнародних всеукраїнських та регіональних наукових і науково-практичних конференцій, плідна співпраця з учасниками війни на сході України, спілками та асоціаціями воїнів АТО та ін.
Зараз закарпатська «Просвіта» готується до відзначення свого славного ювілею — 100-річчя з дня заснування.